# Lidzava
Lidzava (en georgiano: ლიძავა; en abjasio: Лӡаа, romanizado: Ldzaa; en armenio: Լիձավա; en ruso: Лдзаа, romanizado: Ldzaa) es un pueblo que pertenece a la parcialmente reconocida República de Abjasia, parte del distrito de Gagra, aunque de iure pertenece al municipio de Gagra de la República Autónoma de Abjasia de Georgia.

## Geografía
Lidzava se encuentra en el golfo de Pitsunda, situado a 10 km al sureste de Gagra. Limita con la localidad de Bzipi en el norte; Pitsunda en el oeste, y en el este tiene frontera con Agaraki, parte del distrito de Gudauta. 
Aquí también se encuentra el santuario de Ldzaa-Nija, uno de los Siete altares de Abjasia.

## Historia
En las inmediaciones de la actual Lidzava se han encontrado excavaciones arqueológicas de hachas de bronce que se fabricaron en los siglo XV al XIV a. C., marcadas como prototipos de las hachas de Cólquida de una época posterior.
La aldea de Rapyca se menciona con el nombre de Rabica en un documento del siglo XVII por el cual el eristavi de Odishi Mamia III Dadiani (1512-1533) entrega la aldea a Bichvinta (actual Pitsunda).
A principios del siglo XX, el pueblo se llamaba Ajra (en abjasio: Џџра, lit. 'roble') y era uno de los cuatro asentamientos, que desde 1925 se llama Lidzava. En ese momento todavía estaban en el distrito de Gudauta, pero desde 1930, cuando se abolieron los antiguos distritos rusos, Lidzava fue entregada gradualmente a la administración del recién formado distrito de Gagra, que se completó en 1938. En 1949, la administración selsovet fue trasladado a Rapica. En 1952, el pueblo pasó a llamarse Ldzaani, pero tres años después, en 1955, volvió a llamarse Lidzava. 
Durante la época soviética, la población cultivaba tabaco, cítricos, laurel, maíz y flores de jardín. Además, la producción ganadera, especialmente avícola, y forestal. Se estableció una escuela primaria en el pueblo hasta el octavo grado con los idiomas de instrucción abjasio, armenio y ruso. En estos años los rusos y los georgianos eran la población mayoritaria en el pueblo. A fines de la década de 1950, Pitsunda, que entonces era dos veces más pequeña que la propia Lidzava, también pertenecía al municipio de Lidzava. Pero Abjasia se estaba convirtiendo gradualmente en un centro vacacional muy concurrido, por lo que creció tanto debido al turismo que se independizó. Sin embargo, la propia Lidzava también creció ya que brindaba servicios a los turistas, pero aquí no se construyeron hoteles tan grandes como en Pitsunda.
Después de la guerra en Abjasia, el nombre oficial del pueblo pasó a ser Ldzaa en 1993. Desde principios del siglo XXI, los turistas, especialmente de Rusia, comenzaron a regresar, por lo que el turismo ha estado floreciendo aquí desde entonces. El municipio experimentó reconstrucciones parciales de la infraestructura, como una nueva red de suministro de agua en 2014.

## Demografía
La evolución demográfica de Lidzava entre 1959 y 2011 fue la siguiente:
| 1789                                                | 1506 | 1930 |
| (Fuente: Population of Abkhazia since Soviet times) |      |      |

La población ha tenido un incremento de población tras la guerra, principalmente por la llegada de abjasios y armenios para trabajar en el sector turístico. Actualmente la mayoría de la población son abjasios, con minorías importantes de armenios; en el pasado los grupos étnicos más importantes eran rusos y georgianos. Según el censo de 1959, la mayoría de la población local eran rusos y georgianos.
|              | 2011      | 2011       |
| Grupo étnico | Población | Porcentaje |
| ------------ | --------- | ---------- |
| Georgianos   | 47        | 2,4%       |
| Abjasios     | 913       | 47,3%      |
| Rusos        | 210       | 10,9%      |
| Ucranianos   | 18        | 0,9%       |
| Armenios     | 707       | 36,6%      |
| Griegos      | 4         | 0,2%       |
| Total        | 1930      | 100%       |

## Infraestructura

### Arquitectura y monumentos
Un punto de interés en el pueblo es la casa-museo Jetsuriani, un centro educativo de la cultura nacional de los pueblos del Cáucaso.

## Personas ilustres
- Alexéi Agrba (1897-1938): primer secretario del Comité Regional Abjasio del PCUS de Georgia, víctima de la Gran Purga.